# Werkstatt der Erinnerung
Die Werkstatt der Erinnerung (WdE) ist das Oral-History-Archiv der Forschungsstelle für Zeitgeschichte in Hamburg. Hier werden lebensgeschichtliche Interviews gesammelt, die zahlreiche Aspekte der deutschen und hamburgischen Zeitgeschichte vom Beginn der Weimarer Republik bis in die Gegenwart berühren. Einen Schwerpunkt bilden Gespräche mit Verfolgten des NS-Regimes.

## Zur Entstehung der Werkstatt der Erinnerung
Das Projekt „Hamburger Lebensläufe – Werkstatt der Erinnerung“ wurde 1989/90 von der Hamburger Bürgerschaft gegründet, um die Erinnerungen der Verfolgten des NS-Regimes in Hamburg zu dokumentieren und sie der wissenschaftlich interessierten Öffentlichkeit zur Verfügung zu stellen. Seit ihrer Gründung erweitert sich die Sammlung kontinuierlich in thematischer Hinsicht. Durch die Archivierung von Interviews aus eigenen wie aus externen Forschungsprojekten entsteht ein vielfältiger Bestand zur Geschichte Hamburgs und seinen regionalen und transnationalen Außenbezügen unter biografischer Perspektive.

## Interviews und Sammlungsschwerpunkte
In der Werkstatt der Erinnerung werden lebensgeschichtliche Interviews geführt und gesammelt. Der Gesprächsverlauf orientiert sich nicht an einem Fragebogen, sondern die Gesprächspartner werden gebeten, ihren gesamten Lebensweg von der Kindheit bis zum Zeitpunkt des Interviews zu erzählen. Insgesamt umfasst das Archiv über 2000 Interviews sowie Fotos, autobiografische Aufzeichnungen und weitere persönliche Dokumente. Die Sammlung wird kontinuierlich erweitert.
Die Interviews in der WdE gruppieren sich um drei inhaltliche Schwerpunkte, die sich an den derzeitigen Forschungsschwerpunkten der Forschungsstelle für Zeitgeschichte orientieren.
Der Sammlungsbereich „Nationalsozialismus und seine ‚zweite‘ Geschichte“ enthält Gespräche, in denen die Zeit des Nationalsozialismus und seine Folgen vergegenwärtigt werden. Dies sind u. a. Interviews zur Verfolgungserfahrung und Emigration mit Sinti und Roma, Angehörigen von Euthanasieopfern, politischen und jüdischen Verfolgten und ihren Nachkommen. Dazu gehören auch Interviews mit Nichtverfolgten über ihre Sozialisation in der NS-Zeit, im Volkssturm oder über ihr widerständiges Verhalten sowie Interviews, die den Bombenkrieg in Hamburg und seine Bedeutung für die Familiengeschichte thematisieren.
Der Sammlungsbereich „Hamburg seit den 1950er Jahren“ beinhaltet Interviews zur Konsumkultur, zum Frauenalltag, zur Jugenderfahrung, zum politischen Neubeginn und umfasst zudem Interviews mit Homosexuellen, Migranten, Flüchtlingen und Vertriebenen.
Der Sammlungsbereich „jüngere und jüngste Zeitgeschichte“ fokussiert auf Wandlungsprozesse der 1960er und 1970er Jahre und beinhaltet Interviews zur Hafenarbeit, zur Schülerbewegung, der sexuellen Konsumkultur oder dem Deutsch-Israelischen Jugendaustausch.

## Nutzung und Service
Die Audio- oder Videointerviews sind überwiegend verschriftlicht und so erschlossen, dass sie als historische Quellen von Studierenden, Wissenschaftlern, Journalisten oder Ausstellungsmachern genutzt werden können. Darüber hinaus bietet die Werkstatt der Erinnerung Nutzerberatung, Projektbetreuung und Hilfestellung bei Fragen zur Interviewdurchführung, Archivierung und Erschließung an.
Die Interviews müssen vor Ort in der Forschungsstelle für Zeitgeschichte eingesehen werden. In vielen Fällen steht auch die Audio- bzw. Videoversion und damit die Originalquelle zur Verfügung. Die Nutzung ist nur mit Voranmeldung möglich.